# Angelika Rossaro
Angelika Rossaro (* 1951 in Innsbruck, Tirol; † 6. April 2011 in München) war eine österreichische Schauspielerin. 

## Leben
Angelika Rossaro absolvierte ihre Schauspielausbildung in Wien, nahm Gesangsunterricht in München und schloss ein Studium an der Ludwig-Maximilians-Universität ab.
Sie hatte Festengagements am Stadttheater Landshut und am Rheinischen Landestheater Neuss. Sie gastierte unter anderem am Raimundtheater in Wien (in dem Musical „Vivie“), am Stadttheater Ingolstadt (Spielzeit 1974/75) und am Stadttheater Regensburg, jeweils in Brecht/Weills „Die Dreigroschenoper“. Mit Brecht-Soloprogrammen ging sie auch auf Tournee. Sie gastierte weiters an der Freien Volksbühne Berlin in „Das Mädl aus der Vorstadt“ und bei den Luisenburg-Festspielen in Wunsiedel. In einer Tourneeproduktion der „Bühne 64 Zürich“ spielte sie die Rolle der Rosaura in Carlo Goldonis Lustspiel „Der Lügner“. 
Rossaro übernahm regelmäßig auch Rollen im Boulevardtheater. Sie spielte am Theater „Die Kleine Freiheit“ in München, an der Komödie im Marquardt in Stuttgart, am Fritz Rémond Theater in Frankfurt am Main (in „Cher Antoine“ und „Es geht auch ohne Geld“), an den Hamburger Kammerspielen und in Düsseldorf. An der Komödie im Bayerischen Hof trat sie unter anderem in „Auf und davon“, „Jetzt nicht, Liebling“ und „Champagnerkomödie“ auf.
Ab den 1970er Jahren war Rossaro außerdem regelmäßig im deutschen Fernsehen zu sehen. Sie spielte in zahlreichen Fernsehserien mit; sehr häufig wurde sie dabei in Serien und Fernsehfilmen mit süddeutschem, oberbayerischen oder österreichischem Hintergrund eingesetzt. Meist übernahm sie Nebenrollen; spielte sie Sekretärinnen, Angestellte und sonstiges Dienstpersonal.
In der Filmbiografie Die Windsbraut über Alma Mahler-Werfel, die Ehefrau von Gustav Mahler, spielte sie Almas Dienstmädchen. In Xaver Schwarzenbergers Fernsehfilm Andreas Hofer – Die Freiheit des Adlers (2002) hatte sie eine kleine Rolle als ältere Frau. In der ARD-Fernsehserie Verbotene Liebe hatte sie 2002 eine wiederkehrende Seriennebenrolle; sie spielte die Pflegerin Berta Graf. In der österreichischen Fernsehserie Oben ohne hatte sie 2008 zwei Gastauftritte als Sophia; sie spielte die Rezeptionistin in Italien.
Rossaro hatte auch Episodenrollen u. a. in den Serien SOKO Kitzbühel (2002), Zwei Profis (2003), Der Elefant – Mord verjährt nie (2004), Die Rosenheim-Cops (2006; als Witwe und Mutter Anna Leonhardt, Inhaberin der Autowerkstatt Leonhardt, und 2011; als Feinkosthändlerin Elisabeth Kiermeier, Mutter der Freundin des Toten), SOKO 5113 (2007 und 2008), Alarm für Cobra 11 – Die Autobahnpolizei (2008; als Ehefrau Inge Kowalski) und Mit Herz und Handschellen (2010).
Ihre letzte Rolle spielte Rossaro in dem Fernsehfilm Nur der Berg kennt die Wahrheit, einer Neuverfilmung nach Motiven des Romans Der Edelweißkönig von Ludwig Ganghofer. Sie spielte die alte Dienstmagd Emerenz. 
Gelegentlich war Rossaro auch als Synchronsprecherin (u. a. für Barbara Stanwyck) und Hörspielsprecherin tätig. In den Heidi-Hörspielen, die 1978 veröffentlicht wurden, sprach sie in den ersten beiden Folgen die Rolle von Heidis Tante Dete.
Rossaro lebte in München. Sie wurde auf dem Münchner Nordfriedhof beigesetzt.

## Filmografie (Auswahl)
- 1973: Drei Partner (Fernsehserie)
- 1981: Derrick (Fernsehserie; Folge: Der Kanal)
- 1982: Anderland (Fernsehserie; Folge: Das Haus der Erinnerungen)
- 1987: Weißblaue Geschichten (Fernsehserie)
- 1988: Der Fluch
- 1996: Der Alte – Folge 222: Der Tod schreibt das Ende
- 1998: Ein Fleisch und Blut (Fernsehfilm)
- 2001: Die Windsbraut
- 2002: Andreas Hofer – Die Freiheit des Adlers (Fernsehfilm)
- 2002: Verbotene Liebe (Fernsehserie; Seriennebenrolle)
- 2002: SOKO Kitzbühel (Fernsehserie; Folge: Sonnwendfeuer)
- 2003: Zwei Profis (Fernsehserie; Folge: ...und die Babyfalle)
- 2003: Im Namen des Herrn (Fernsehfilm)
- 2004: Der Elefant – Mord verjährt nie (Fernsehserie; Folge: Leiche im Keller)
- 2005: Damals warst du still (Fernsehfilm)
- 2006: Die Rosenheim-Cops (Fernsehserie; Folge: Der Tod stand vor der Tür)
- 2007: SOKO 5113 (Fernsehserie; Folge: Tief gefallen)
- 2008: SOKO 5113 (Fernsehserie; Folge: Der zweite Mann)
- 2008: Alarm für Cobra 11 – Die Autobahnpolizei (Fernsehserie; Folge: Totalverlust)
- 2008: Oben ohne (Fernsehserie; Seriennebenrolle)
- 2008: Polizeiruf 110: Geliebter Mörder
- 2010: Mit Herz und Handschellen (Fernsehserie; Folge: Todfeinde)
- 2010: Heimat zu verkaufen (Fernsehfilm)
- 2011: Die Rosenheim-Cops (Fernsehserie; Folge: Musik ist Mord)
- 2011: Das dunkle Nest (Fernsehfilm)
- 2011: Nur der Berg kennt die Wahrheit (Fernsehfilm)

## Hörspiele
- 1971: Karl Bogner: Der Fall Marek (2. Teil: Der Engel mit dem Rattengift) (Reihe: Aus den Akten des Wiener Sicherheitsbüros) – Regie: Karl Bogner
- 1999: Gerhard Herm: Mordsreklame – Regie: Frank E. Hübner